# Wiesław Maniak
Wiesław Jan Maniak (né le 22 mai 1938 à Lviv - mort le 29 juin 1982 à Kourtchatov) est un athlète polonais, spécialiste du 100 mètres.

## Carrière
Sélectionné pour les Jeux olympiques de 1964, il atteint la finale du 100 mètres mais échoue au pied du podium avec le temps de 10 s 4. Aligné par ailleurs dans l'épreuve du relais 4 × 100 m, Wiesław Maniak permet à l'équipe de Pologne de remporter la médaille d'argent derrière les États-Unis et devant la France. Il confirme son statut de meilleur sprinteur continental en s'adjugeant le titre du 100 m des Championnats d'Europe 1966 de Budapest en 10 s 5, devançant les deux Français Roger Bambuck et Claude Piquemal. 
Wiesław Maniak a remporté les Championnats de Pologne en 1965, 1966, 1967 et 1971. Son record personnel est de 10 s 1 (1965).

## Palmarès
| Année | Compétition                    | Lieu     | Place | Épreuve   |
| ----- | ------------------------------ | -------- | ----- | --------- |
| 1964  | Jeux olympiques                | Tokyo    | 4e    | 100 m     |
| 1964  | Jeux olympiques                | Tokyo    | 2e    | 4 × 100 m |
| 1966  | Championnats d'Europe          | Budapest | 1er   | 100 m     |
| 1968  | Championnats d'Europe en salle | Madrid   | 4e    | 50 m      |